# Jackie Edwards
Jackie Edwards, nom de scène de Wilfred Gerald Edwards, né en 1938 en Jamaïque et mort le 15 août 1992, est un auteur et interprète de ska, rhythm and blues, soul, rocksteady, reggae, et de ballades.

## Biographie
Edwards naît en Jamaïque en 1938. Il grandit parmi une quinzaine de frères et sœurs. Fortement influencé par Nat King Cole, il commence à se produire à l'âge de 14 ans. Il attire l'attention de Chris Blackwell en 1959. Edwards compte quatre singles numéro un en Jamaïque entre 1960 et 1961, tous composés de ballades auto-écrites avec musique d'influence latine.
Lorsque Blackwell crée Island Records à Londres en 1962, Edwards voyage avec lui. Edwards travaille comme chanteur et auteur-compositeur pour Island, enregistrant en tant qu’artiste solo et également en duo avec Millie Small, et s’acquittant de tâches telles que la livraison de disques. Il écrit Somebody Help Me, et Keep On Running dont la reprise par le Spencer Davis Group devient numéro un des singles au Royaume-Uni.
Il continue à travailler lui-même comme interprète, avec des sorties d’album régulières jusqu’au milieu des années 1980. Une grande partie de son travail ultérieur a été produit parBunny Lee, et il a également travaillé avec The Aggrovators. Dionne Bromfield a repris sa chanson Oh Henry sur son album Introducing Dionne Bromfield en 2009.
Edwards a également travaillé en tant que producteur, coproduisant l'album de 1977 intitulé Up Up Starsky de The Mexicano. La majorité du catalogue de Jackie est publiée par Fairwood Music (UK) Ltd pour le monde.
Il meurt en août 1992 d'une crise cardiaque.

## Discographie

### Albums
- The Most of... (1963) Island
- Stand Up For Jesus (1964) Island
- Come on Home (1966) Island
- By Demand (1967) Island
- Premature Golden Sands (1967) Island
- Pledging My Love (1967) (with Millie Small)
- I Do Love You (1973) Trojan
- Dearest (197?) Lagoon
- Do You Believe In Love? (1976) Klik
- Let It Be Me (1978) Jamaica Sound (with Hortense Ellis)
- Sincerely (1978) Trojan
- Come to Me Softly (1979) Third World
- In Paradise (197?) Carl's
- Starlight (197?) Pye
- Tell Me Darling (197?) Imperial
- Nothing Takes the Place of You (1981) Starlight
- King of the Ghetto (1982) Black Music
- Tell It Like It Is (1982) Starlight
- The Original Mr. Cool Ruler (1983) Vista Sounds
- Musical Treasures Disco Style (198?) Imperial

### Compilations
- The Best of Jackie & Millie (1968) (with Millie Small)
- 20 Greatest Hits (1977) Conflict
- 20 Super Hits Sonic Sounds
- Great Soul Hits (199?) Marginal
- In Paradise (1994) Trojan
- Memorial Rhino
- Singing Hits From Studio One And More Rhino
- This Is My Story: A History of Jamaica's Greatest Balladeer (2005) Trojan